# Gesellschaft Historischer Neumarkt Dresden

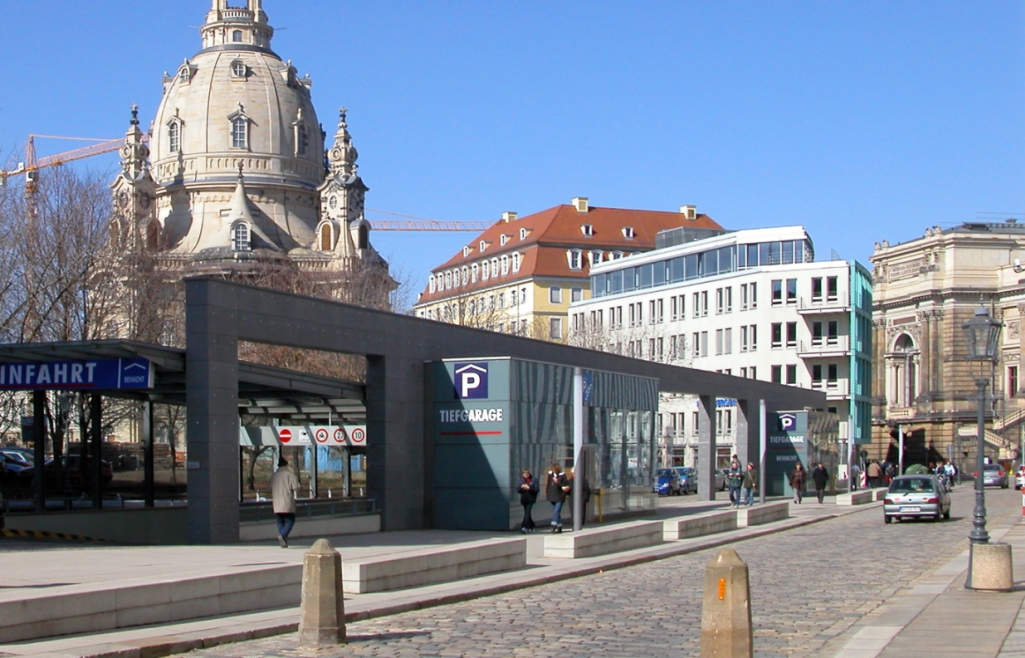
Anlass für die Gründung der GHND: Tiefgarageneinfahrt an der Salzgasse und modernistischer Anbau hinter dem Coselpalais

Die Gesellschaft Historischer Neumarkt Dresden e. V. (GHND) ist ein 1999 gegründeter Verein, der sich für eine möglichst weitgehende Rekonstruktion des historischen Stadtzentrums von Dresden einsetzt, und damit ein über Dresden hinausgehendes kontroverses Echo erzielt hat.
Der Verein forderte zunächst, die Umgebung der 2005 rekonstruierten Frauenkirche, den Neumarkt, nach dem Vorbild der historischen Bebauung neu zu gestalten, das heißt auf der Basis kleinflächiger Parzellen und unter möglichster Wiederherstellung der gut 70 Fassaden und der Dachlandschaft vor 1945. Der Verein konnte hierbei Teilerfolge erzielen, allerdings setzte sich die örtlich eingesetzte Gestaltungskommission der Stadt vielfach mit ihren Forderungen nach modernistischen Brüchen innerhalb der barocken Quartiere durch.
Außerhalb des Neumarktes setzt sich die GHND auch für eine Neufassung sowie für Rekonstruktionen am Königsufer (Neustädter Elbufer) und am Neustädter Markt auf der anderen Elbseite ein, insbesondere für das einstige barocke Rathaus sowie wertvolle Bürgerhaus-Leitbauten.
Die GHND betreibt einen eigenen Informationspavillon, entfaltet eine reiche Vortrags- und Publikationstätigkeit und versteht sich als Instrument zivilgesellschaftlichen Engagements. Sie ist national und international vernetzt, wie etwa mit Stadtbild Deutschland e. V., Intbau, mit A Vision of Europe und Friends of Dresden in den USA. Sie wird zudem finanziell von der Max-Kade-Stiftung New York unterstützt. Seit 2009 hat die Gesellschaft ihre programmatische Zielsetzung erweitert: Sie tritt jetzt allgemein für die „Bewahrung und den Wiederaufbau der das Stadtbild prägenden historischen Zeugnisse der Architektur und des Städtebaus in der Dresdner inneren Altstadt“ ein. Am 11. Dezember 2010 wurde ihr „Freund und großzügiger Förderer“, der deutsch-amerikanische Nobelpreisträger und Präsident der „Friends of Dresden“, Günter Blobel zum Ehrenmitglied der Gesellschaft gewählt.

Der GHND-Vorsitzende Torsten Kulke wurde 2018 für sein Engagement mit dem Henry Hope Reed Award der University of Notre Dame ausgezeichnet. Der Stifter Richard Driehaus begründete dazu: „Kulke hatte die Vision, dass Dresden wieder eine pulsierende Stadt werden und ihre eigene reiche Geschichte respektieren könne und er überwand einigen politischen Widerstand  was seine Pläne anbetraf. Mit Hilfe privater Investitionen und einer umsichtigen Projektverwaltung gelang Kulke etwas Außergewöhnliches, und Dresden wurde zum Vorbild des Wiederaufbaus anderer Städte und Gemeinden in der ganzen Welt.“ Die Reed-Preisjury dazu: „Der Wiederaufbau des Historischen Neumarkts in Dresden in den vergangenen zwei Jahrzehnten ist eine außergewöhnliche Leistung, die in der ganzen Welt auf Erstaunen und Freude gestoßen ist. Er ist einzigartig in Deutschland, wie auch in der ganzen Welt, durch diese Ambition, das verlorengegangene Herz einer vor Jahrzehnten durch den Krieg zerstörten Stadt wieder zum Leben zu erwecken. Es ist zu hoffen, dass diese Ehrung den Einfluß Kulkes und der GHND noch weiter stärken und andere Wiederaufbauprojekte, sowie neue traditionelle Architektur in und um Dresden vorantreiben wird, wie auch ähnliche bemerkenswerte Initiativen, die bereits in Berlin, Frankfurt am Main und Potsdam in Gange sind.“